# Piltlokarna
Piltlokarna este o arie protejată (arie specială de conservare — SAC, sit de importanță comunitară — SCI) din Suedia întinsă pe o suprafață de 107,2 ha, integral pe uscat.

## Localizare
Centrul sitului Piltlokarna este situat la coordonatele 61°29′44″N 13°27′37″E / 61.4956°N 13.4602°E.

## Înființare
Situl Piltlokarna a fost declarat sit de importanță comunitară în decembrie 1995 pentru a proteja un număr necunoscut de specii din flora spontană și fauna sălbatică aflate în arealul zonei. Situl a fost protejat și ca arie specială de conservare în martie 2011.

## Biodiversitate
Situată în ecoregiunea boreală, aria protejată conține 6 habitate naturale: Cursuri de apă de la nivel de câmpie la nivel montan, cu vegetație Ranunculion fluitantis și Callitricho-Batrachion, Mlaștini turboase de tranziție și turbării mișcătoare, Mlaștini împădurite, Turbării Aapa, Taiga vestică, Lacuri și iazuri distrofice naturale.
La baza desemnării sitului se află un număr nedeclarat de specii protejate.